# Lisina
A Lisina é um aminoácido polar básico, codificado pelos códons AAA e AAG. Altamente solúvel em água, foi descoberta em 1889 por Edmund Drechsel, que a isolou pela primeira vez a partir da caseína. Sua estrutura foi elucidada três anos depois. Em humanos, o aminoácido lisina é exclusivamente cetogênico.
Ela apresenta uma cadeia lateral carregada positivamente em pH fisiológico, por ser um aminoácido com cadeia lateral butilamônica. Devido a esta característica a lisina possui três valores de constante de dissociação (pKs). Estes diferentes valores são correspondentes a ionização do grupo carboxila da cadeia principal (pK = 2,16), assim como a ionização do grupo amina da cadeia principal (pK = 9,06) e da cadeia lateral (pK = 10,54).
A degradação do aminoácido lisina em mamíferos ocorre através de duas vias catabólicas: a via de sacaropina e a via do ácido pipecólico.
Ambas as vias geram acetil-CoA, importante componente do Ciclo de Krebs.
Em circunstâncias normais, um ser humano consome quantidade suficiente de lisina através da alimentação. A falta desse aminoácido pode ocasionar crescimento lento, fadiga, náusea, tontura, perda de apetite e distúrbios reprodutivos. É encontrada principalmente em alimentos ricos em proteínas como: carnes, frutos do mar, produtos à base de soja, leite e derivados. Em menor concentração, é encontrada em verduras e legumes. O excesso de lisina no organismo pode resultar em diarreia, dor de estômago, aumento do colesterol, danos hepáticos e renais.
O aminoácido lisina começou a ser adicionado na ração de animais de abate na segunda metade do século passado. Para alguns animais, como porcos, é um aminoácido limitante. A suplementação com lisina proporciona a utilização de rações com componentes mais baratos, porém mantém boas taxas de proteínas e crescimento para os animais. Estima-se que a produção anual do aminoácido ultrapasse 600.000 toneladas.

## Efeitos e atuação
Vários estudos já foram realizados para esclarecer o papel da lisina no organismo e no tratamento de vários problemas de saúde. Alguns desses estudos se contradizem e não há um consenso sobre o papel desse aminoácido em algumas situações.
- Diminui a replicação viral do vírus da herpes.[11]

- Possível eficácia no tratamento da osteoporose, por aumentar a absorção de cálcio pelo intestino e reduzir sua eliminação pelos rins.[12]

- Auxilia no reparo muscular.[carece de fontes?]

- Reduz os níveis de estresse e ansiedade crônicos.[13][14]

- Participa na atividade do hormônio do crescimento.[15][16]

- A lisina é necessária para a sintetização da carnitina, uma amina quaternária que tem função fundamental na geração de energia pela célula.[17]

- Estudos preliminares apontam que o sal de lisina do bendazac pode ter efeito positivo no tratamento de catarata.[18]

- Ajuda a "fortalecer" o sistema imunológico.[19][20]

- Sob a ação da vitamina C, a lisina é convertida em hidroxilisina, componente do colágeno. A lisina também está relacionada à produção de elastina.[21]

- O aminoácido lisina participa do processo químico responsável pela visão humana, por consequência, a falta desse aminoácido pode acarretar problemas visuais.[carece de fontes?]